# Marthula quadrata
Marthula quadrata är en fjärilsart som beskrevs av Walker 1856. Marthula quadrata ingår i släktet Marthula och familjen tandspinnare. Inga underarter finns listade i Catalogue of Life.